# Blutch
Blutch   (Estrasburg, 27 de desembre de 1967) nom artístic de Christian Hincker és un autor de còmics. Ha estat considerat un dels principals autors del còmic francès des de principis dels anys noranta.

## Biografia
Després d'estudiar Arts Decoratives a Estrasburg, Blutch va ser descobert a través d'un concurs organitzat pel mensual Fluide glacial. Va heretar el seu sobrenom d'un company de classe per la seva semblança física amb un dels dos herois de Casaques Blaves.

### Dècada de 1990
Tot i que continua enriquint regularment els resums d'aquesta prestigiosa revista d'"Humor i còmics", s'infiltra en les nombroses petites editorials independents que comencen a tenir aparador. La revista Lapin acull les històries que es convertiran en Sunnymoon, you are sick (L'Association, 1994). Cornélius publica La Lettre américaine (1995), després Mitchum (1996-1999), una sèrie de cinc fascicles. L'entrada de Blutch a la revista mensual (À suivre) l'any 1996 suposa el reconeixement del seu estil tan particular, tractat en vigorós blanc i negre. Ofereix una gran part de Peplum, una tragèdia inspirada en Satyricon de Petroni, i la versió completa de la qual serà ofert el 1997 per Cornelius.
El 1998 va produir Rancho Bravo, en col·laboració amb Capron, per a les edicions Audie.
El mateix any, Blutch publica Le Petit Christian, que reuneix les pàgines publicades a Fluide Glacial entre 1994 i 1996 així com a la revista Lapin els anys 1997 i 1998. El segon volum, que apareix 10 anys després, reprèn les pàgines publicades. a Ferraille Illustrated entre 2005 i 2006 i els episodis prepublicats a Charlie Hebdo l'estiu de 2008.
També a finals dels 90, Blutch va inventar el personatge de Blotch, un dibuixant pedant del període d'entreguerres amb un humor cursi i misogin, que narra les seves pròpies aventures com a dibuixant de còmics en un setmanari que té per títol Fluid glacial. L'any 2000, Blotch, el rei de París, va guanyar l'Alph-Art humour al festival d'Angoulême.

### Anys 2000
Paral·lelament al seu treball com a autor, Blutch va il·lustrar diversos llibres per a nens a principis dels anys 2000, explorant diferents tècniques per oferir universos gràfics molt diferents, com les il·lustracions de Contes d'Amérique d'Henri Gougaud (Seuil 2004) realitzades al pastel a l'oli.
Després d'haver treballat molt en blanc i negre, Blutch es beneficia del treball del colorista Ruby a Modern Speed (Dupuis, 2002). El 2002 va guanyar el premi internacional Töpffer per aquest àlbum.
L'any 2005 va publicar una col·lecció de dibuixos sobre la família i la parella, C'était le bonheur publicat per Futuropolis, amb una línia fina i gargotejat. Seguirà, encara a Futuropolis, La Volupté, després La Beauté, un recull de dibuixos, tots dos fets amb llapis de colors.
El gener de 2007, amb motiu del Festival Internacional del Còmic d'Angoulême, va actuar a l'escenari al costat de Brigitte Fontaine, il·lustrant les seves cançons en directe i a la pantalla gran. Aquell mateix any es va dedicar a la producció d'un curtmetratge d'animació que apareix a la pel·lícula de sketches Fear(s) of the dark estrenada als cinemes el 13 de febrer de 2008, on va produir una pel·lícula sense paraules en la qual camina un marquès amb horripilants puntes, i porta una manada de gossos rabiosos i famolencs.
L'any 2008 va conèixer Alain Resnais que li va demanar que dissenyés el cartell de la seva pel·lícula Les Herbes folles. Aquesta trobada va suposar l'inici d'una col·laboració de llarga durada amb el director: va dissenyar el cartell de You Haven't Seen Anything Yet (2012), després els decorats, el tràiler i el cartell d'Aimer, Boisson et Chanter (2014), la seva darrera pel·lícula.
L'any 2009, va rebre el Gran Premi de la ciutat d'Angoulême, atorgat al Festival Internacional del Còmic per tota la seva obra. Per tant, va ser el president de l'edició 2010 del Festival d'Angoulême. En aquesta ocasió se li dedica una important exposició retrospectiva.

### Anys 2010
L'any 2011, Blutch va publicar Pour en finir avec le cinéma (Dargaud), un assaig de còmic que revisitava les seves passions com a cinèfil.
L'any 2014, Blutch va tornar a la ficció amb Lune l'envers, tant de ciència-ficció com de comèdia dramàtica, que evoca la qüestió del procés de creació artística, i la relació de l'artista amb el temps. Per a Pour Laurence Le Saux (Télérama), "l'autor qüestiona així la relació amb l'art, amb l'època, amb la tecnologia, amb l'altre... Signa una aventura trepidant, commovedora, inquietant i divertida. Lune l'envers, és un dels "10 millors còmics del 2014" de Télérama.
L'any 2017, l'àlbum Variations, entre historieta, llibre d'art i catàleg d'exposició, aplega una trentena de làmines en blanc i negre que reinterpreten extractes d'àlbums clàssics del còmic francobelga i italià que han marcat a Blutch. Per a Christian Rosset, "En fer-ho, els traeix almenys tant com els mostra, amb humilitat, el màxim respecte. La paraula clau si es vol posar al descobert el que dona carn a aquestes variacions podria ser "reconeixement(s)": s'ha de prendre en el sentit de "agraïment" així com d'"exploració". »
El maig del 2018 va aparèixer el primer capítol de l'aventura de Tif i Tondu, Mais où est Kiki ?, que va dibuixar amb un guió del seu germà Robber. Publicat en blanc i negre per Dupuis, aquest quadern està limitat a 2600 exemplars.
L'any 2019, va ser convidat d'honor als IV Rencontres de l'illustration i al festival Central Vapeur d'Estrasburg. En ocasions, se li dediquen cinc exposicions, entre elles Reprise. Diàleg de dibuixos, amb Anne-Margot Ramstein a Shadok; les planches originals de Pour en finir avec le cinéma à Aubette 128 ; Hors-la-loi, presentant pàgines de Petit Christian, Tif et Tondu i dibuixos de la seva joventut a la mediateca André-Malraux; Fons d'art menor al Museu d'Art Modern i Contemporani d'Estrasburg on les seves planxes originals dialogen amb gravats d'Antonio Pollaiuolo, Albrecht Dürer, Gustave Doré, Max Ernst o Pierre Alechinsky; i finalment Blutch. Un autre paysage. Dessins 1994-2018 al Museu Tomi-Ungerer – Centre Internacional d'Il·lustració que mostra la primera retrospectiva dels seus dibuixos d'il·lustració. En aquesta ocasió la ciutat d'Estrasburg ofereix a l'autor les claus de la ciutat. Les obres originals de Blutch es conserven a la col·lecció del Museu Tomi Ungerer - Centre Internacional d'Il·lustració.